# Duerme, duerme, mi amor
Duerme, duerme mi amor es una película española, perteneciente al género de la comedia negra, de 1975 escrita y dirigida por Francisco Regueiro  y protagonizada por José Luis López Vázquez y María José Alfonso. 
Éste es considerado un título maldito de un estimulante director que planteó un juego con su película, bañada en sordidez y misoginia, y que a pesar de conectar con gran parte del sector cinéfilo gracias al humor, tuvo un estrepitoso fracaso.

## Sinopsis
Mario y Amparo llevan en su matrimonio muchos años, y ahora mismo sufren una crisis matrimonial producida por una mudanza interminable . Mario cansado de su mujer, le proporciona somníferos para conseguir que se duerma para siempre y así poder conquistar a la atractiva vecina que vive al lado de su nueva casa. La situación no resulta como Mario pretende y supera todas las previsiones que tenía.

## Producción
La producción de esta película quedó en manos de la productora Goya Producciones Cinematográficas S.A. a nombre de Serafín Ignacio García Trueba.

## Críticas
La película tuvo una gran recepción entre el público debido a que el humor prevalecía en el tono narrativo de la historia, pero aun así la película fracasó. A pesar de no tener éxito, se la recuerda como una de las obras más personales, ácidas y surrealistas del director, y se rescata la frescura en la espontaneidad de sus actores, considerados grandes del cine.

## Reparto completo
- Jose Luis López Vázquez como Mario.
- María José Alfonso como Amparo.
- Manuel Alexandre como Paco Hernández.
- Rafaela Aparicio como Portera.
- Lina Canalejas como Encarna.
- Laly Soldevila como Maite
- Antonio Ross
- Luis Fernández
- Manuel Guitian

## Curiosidades
Esta película no fue bien recibida en su momento porque pese a que fue distribuida por la Paramont, fue muy mal distribuida, ya que se distribuyó solo en Madrid, solo en ocho cines y ninguno era céntrico. Además solo se mantuvo en cartelera durante una semana. 
Te estoy amando locamente, tema de Las Grecas lanzado a mediados de los 70, se convierte en el late motiv de Duerme, duerme mi amor para narrar las extrañas peripecias de los vecinos